# Dimitrios Kriezis
Dimitrios Kriezis (gr. Δημήτριος Κριεζής) – grecki żołnierz sił morskich, w 1895 roku minister marynarki.